# André Burguière
Pour les articles homonymes, voir Burguière.
André Burguière, né le 10 octobre 1938 à Paris, est un historien français.

## Biographie
André Burguière a été directeur d'études à l'École des hautes études en sciences sociales. Spécialiste de l'histoire de la famille et de la population à l'époque moderne, il a contribué au développement de l'anthropologie historique dans le prolongement de l'histoire des mentalités dont Marc Bloch et Lucien Febvre, fondateurs de l'École des Annales, ont été les initiateurs. 
Il a consacré également plusieurs de ses travaux à l'histoire comparée du phénomène national et à l'histoire des sciences sociales.
Ses contributions ont été essentielles pour faire bénéficier l'approche historique des bénéfices de la démarche anthropologique[réf. nécessaire]. Ses contributions par exemple en matière d'histoire du corps, d'histoire de la santé et d'histoire des relations familiales ont contribué largement à l'élaboration de « l'histoire des mentalités », rendue célèbre par les ouvrages plus connus de Marc Bloch, Philippe Ariès ou Fernand Braudel.
Il a été professeur invité à l'université du Michigan à Ann Arbor, à l'université de New York, à l'université de Californie à Berkeley, à l'université de Californie à Irvine, à l'université de Virginie à Charlottesville, à l'université Loránd Eötvös de Budapest, à la Maison franco-japonaise de Tokyo, à l'Academia Sinica de Taïpeh. 
Il est membre du comité de direction de la revue Annales, dont il fut le secrétaire de 1969 à 1976 et des revues Communications, Ethnologie française.
En 1970, il a été producteur (avec Olivier Burgelin) de l'émission radiophonique hebdomadaire « Au carrefour des sciences de l'homme » sur France Culture. 
En 1971, il a été producteur (avec Jean Marc Leuwen) de l'émission mensuelle de télévision, « Les Chemins de l'Histoire » sur Antenne 2.
André Burguière est engagé politiquement d'abord au Parti socialiste unifié, ce qui lui permet de faire la connaissance avec la génération d’historiens qui passés par le communisme en revinrent désenchantés tels François Furet.
À partir de 1975, il collabore régulièrement au Nouvel Observateur. 
En 2007, Il appelle à voter pour Ségolène Royal, dans un texte publié dans Le Nouvel Observateur, « contre une droite d’arrogance », pour « une gauche d’espérance », puis pour François Hollande en 2012.

## Publications
- La gauche va-t-elle disparaître ?, Paris, Stock, 2017
- Le mariage et l'amour en France de la Renaissance à la Révolution, Paris, Le Seuil, 2011
- L'École des Annales : une histoire intellectuelle, Paris, Odile Jacob, 2006
- La famille en Occident du XVIe au XVIIIe siècle, Bruxelles, avec François Lebrun, éd. Complexe, 2005
- The Construction of Minorities ; Cases for Comparison across Time and around the World, (avec Grew Raymond), Ann Arbor, The University of  Michigan Press, 2003
- Une histoire anthropologique de l'Islam méditerranéen : mélanges offerts à Lucette Valensi, Paris, éd. Bouchène, 2002
- Histoire de la France, A. Burguière, J. Revel (dir.) Paris, Seuil, 5 vol. 1989-1993, réédition en poche, coll. « Points Histoire »,  5 vol.,  ([2001]
- Paysages et paysans, Paris, Nathan, 1991
- Marc Bloch aujourd'hui : histoire comparée et sciences sociales, (codir. avec Hartmut Atsma), Paris, Éditions de l'EHESS, 1990
- Histoire de la famille, (A. Burguière, Ch.F. Klapisch, M. Segalen, F. Zonabend (dir.) Paris, Armand Colin, 1986
- Dictionnaire des sciences historiques, Paris, PUF, 1986.
- Regards sur la France : un peuple dans son histoire, Paris, La Documentation française, 1982
- Le Tiers-monde et la gauche (codir. avec Jean Daniel), Paris, Le Seuil, 1979
- Bretons de Plozévet, Paris, Flammarion, 1975